# Dana Boente

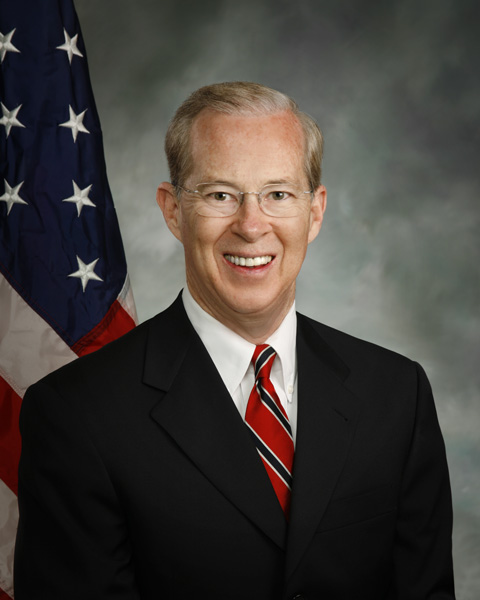
Dana Boente

Dana James Boente (* 7. Februar 1954 in Carlinville, Illinois) ist ein US-amerikanischer Jurist und United States Attorney des östlichen Gerichtsbezirks von Virginia (E.D. Va.). Vom 30. Januar bis 9. Februar 2017 war er geschäftsführender Justizminister (Acting United States Attorney General) in der Regierung Trump.

## Leben
Boente kam 1954 als Sohn von James und Doris Boente in Carlinville, Illinois zur Welt. Er studierte Betriebswirtschaft an der Saint Louis University in Saint Louis und schloss das Studium 1977 mit einem MBA ab. Anschließend besuchte er die private Law School der Saint Louis University (SLU LAW), wo er 1982 seinen Juris Doctor machte.
Nach seinem Studienabschluss kehrte er wieder nach Illinois zurück, wo er Mitarbeiter von James Waldo Ackerman, einem Bundesrichter am Bundesbezirksgericht für den mittleren Distrikt von Illinois. 1984 wechselte er in die Steuerbetrugsabteilung und im Jahr 2001 wurde er Assistant U.S. Attorney in der Betrugsbekämpfungseinheit des östlichen Bezirks von Virginia (E.D. Va.).
Im Dezember 2012 wurde Boente vom US-Justizminister Eric Holder zum Interim-US-Attorney für den östlichen Bundesgerichtsbezirk von Louisiana ernannt. Diese Aufgabe füllte er bis September 2013 aus. Im selben Monat wurde er zum stellvertretenden US-Attorney des östlichen Bezirks von Virginia (E.D. Va.) ernannt. Nach seiner Nominierung durch den damaligen US-Präsidenten Barack Obama am 8. Oktober 2015, übernahm er schließlich am 15. Dezember 2015 als Nachfolger von Neil MacBride das Amt des 60. U.S. Attorney im östlichen Bezirk von Virginia (Eastern District of Virginia).
Am 30. Januar 2017 wurde Dana Boente durch US-Präsident Donald Trump zum geschäftsführenden Justizminister der Vereinigten Staaten ernannt, nachdem die bisherige Amtsinhaberin Sally Yates von Trump zuvor entlassen worden war.
Boente sollte die Leitung des Justizministeriums vorübergehend übernehmen, bis der designierte Justizminister Jeff Sessions sein Amt antreten konnte.